# ネズミモンガラ
ネズミモンガラ(鼠紋柄、学名: Balistes capriscus)はモンガラカワハギ科の海水魚である。大西洋の浅海域に生息し、西大西洋ではノヴァスコシアからアルゼンチンまで、東大西洋では地中海からアンゴラ沖に至るアフリカ西海岸でみられる。 
本種はケショウモンガラ属に典型的な生態や形態を示すが、同属他種とは違って体色は灰色一色で地味である。比較的小型の魚類であり、ふつう体重は2.3 kg以下である。娯楽目的で釣りの対象になり、食用としても美味である。

## 形態

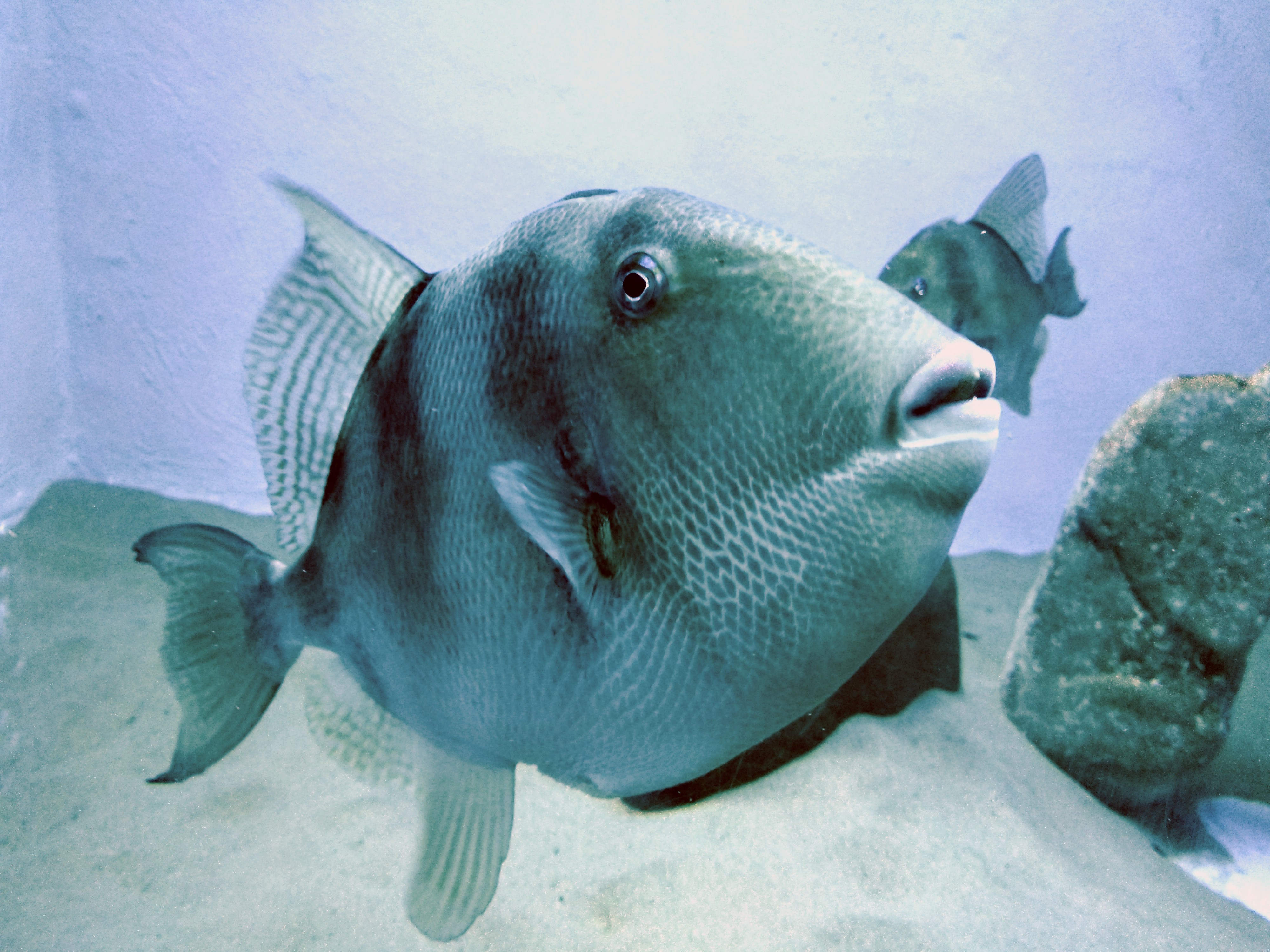
黒色の横帯が顕著な個体

本種は最大で全長60 cm程度に達するが、たいてい全長44 cm程度である。くちばし状の口が吻の先につき、肉質の唇を持つ。眼はかなり後方の、頭頂部近くにある。体は側扁し、体高は体長よりも長く、革質で厚い皮膚を持つ。第1背鰭には3本の棘があり、第1棘がもっとも太く長い。第2背鰭には26から29の軟条がある。その直下に存在する臀鰭は第2背鰭とほとんど同じ形状と大きさを示し、棘はなく軟条は23から26本もつ。胸鰭は小さく丸みを帯びる。尾鰭の両端の鰭条は大きな個体では伸長する。体の前方部にある鱗は大きい一方、後方部にある鱗は小さく滑らかである。
体色は主に灰白色、緑灰色、あるいは黄褐色である。 体側には3本の不明瞭な横帯が入り、顎には薄い縞模様がある。眼窩の上半分は青い。背鰭や体の背側半分には青い斑点や縞が入るほか、腹側半分には白い斑点や不規則な縞模様が入る場合がある。第2背鰭と臀鰭はどちらもいくぶん水玉模様を呈する。体色は老化にともなって褪せてくる。すなわち若い個体の方が鮮やかな体色を持つ。
同属のケショウモンガラ (B. vetula)とは、背鰭と臀鰭の軟条数が少ないことや、頭部に青い線が入らないことで区別できる。

## 分布
本種は主に西大西洋の浅海域に生息する。生息域はノヴァスコシアからカリブ海、メキシコ湾、バミューダを経て南はアルゼンチンまで広がる。ふつうサンゴ礁や岩礁の海底、そしてラグーンや湾の中などでみられ、水深およそ55 mくらいまでの場所でみられる。東大西洋でも、ブリテン島周辺や地中海、アンゴラ沖などで発見されている。メキシコ湾流に乗って大西洋を横断した可能性があり、ブリテン島の近海での繁殖は確認されていないが、地中海では繁殖の報告がある。

## 生態
本種は主に背鰭を動かすことによって運動を行う。危険を感じると、岩の割れ目などに入り込み、立てた第1背鰭の第1棘をクサビのように差し込む。この状態になると、もはや本種を引っ張り出すのは困難である。この芸当を可能にしているのが、第1棘と繋がっている第2棘で、第1棘を立てると第2棘によって第1棘が固定される仕組みになっている。第2棘を後方に倒すことではじめて第1棘の固定が解除される。
本種は底魚と呼べるような生態を示し、軟体動物やエビ、カニ、ウニ、スカシカシパンのようなカシパン類、ヒトデといった海底に生息する無脊椎動物を捕食する。獲物の持つ硬い殻に穴を開けるのに特化した、強固な歯を持つ。海底の砂に対して垂直に位置し、水流を吹きかけるという興味深い行動を取ることが知られている。砂を巻き上げることで、その中に潜む獲物を探す行動である。巻き上げた砂から現れた獲物を歯で拾い、捕食する。獲物がカシパンの場合、拾い上げては落とす行動をカシパンが裏返るまで繰り返すことが報告されている。その後再び砂に対して垂直の姿勢に戻り、顎を閉じて突進し、比較的柔らかいカシパンの中心部分を突き破るのである。
夏、水温が21℃ほどに達すると繁殖期に入り、オスは体色が濃くなり、縄張り意識が強くなる。オスは海底の砂を巻き上げて、最大で10以上の巣を作り、その周辺を警戒して他の魚を追い払う。メスは巣のある場所の周りを偵察するように泳ぐ。メスが産卵する準備が整うと、メスとオスは2匹で巣のなかに入り、お互い絡み合うように泳いでメスは大量の小さな卵を産みオスはそれに放精する。 産卵した後メスは巣に留まり卵を守るとともにヒレや口を使って水流を送る。産卵後もオスは自分の縄張りを守り続けるが、一つの縄張りの中でも複数の他の巣で他のメスと産卵を行い、ハーレムを作ることがある。本種の卵はベラなどの魚に捕食されてしまうことがある。卵は産卵後約50時間ほどで孵化し、生まれた仔魚は水面へと移動し、しばしば浮遊しているホンダワラ属の海藻に依拠して生活する。そこで仔魚は藻類や蔓脚類、ヒドロ虫類、多毛類などを捕食する。秋に全長15cmほどに達すると、水面を離れ海底生活を送るようになる。

## 人間との関係
本種はフロリダ州をはじめ多くの地域で娯楽目的の釣りの対象となると同時に、餌を横取りすることで悪名高い魚でもある。フロリダでは水深20-40メートルから、レッドスナッパーやブラックシーバスと合わせて釣り上げられることが多い。骨ばった口をもつため、鋭くて小さい針を使う必要があり、それにイカなどの餌をつけて釣ることが多い。肉は美味だが、シガテラ毒の原因となることもある。